# Visserijmonument Wieringen
Het visserijmonument van Wieringen is een beeldhouwwerk in de Noord-Hollandse vissersplaats Den Oever. Het is opgericht ter herinnering aan de van het voormalige eiland Wieringen afkomstige vissers die tijdens hun werk om het leven zijn gekomen.

## Beschrijving
Het bronzen beeld, dat op de havendijk van Den Oever staat en werd gemaakt door de Wieringer kunstenaar Hans Blank, beeldt twee vissers uit die bezig zijn netten binnen te halen. De sculptuur is geplaatst op een langwerpige betonnen sokkel, waarop een plaquette is aangebracht met de tekst "VOOR DE OMGEKOMEN VISSERS VAN WIERINGEN / VERGETEN DOEN WE HEN NIET". Het beeld werd op 28 mei 2005 onthuld door twee jonge Wieringer vissers en Bertie Kooij-Smid, toentertijd wethouder van de (voormalige) gemeente Wieringen. De oprichting van het monument kostte 25.000 euro en werd gefinancierd met een inzamelingsactie onder de bevolking.